# ساغاميهارا (كاناغاوا)
ساغاميهارا (باليابانية: 相模原市ساغاميهارا-شي) هي مدينة يابانية تقع في محافظة كاناغاوا. تعدّ ثالث أكبر مدينة من حيث تعداد السكان في محافظة كاناغاوا بعد يوكوهاما وكاواساكي. وخامس أكبر تجمع سكاني في طوكيو الكبرى.
تأسست المدينة في 20 نوفمبر 1954.

## رياضية
- فريق ميتسوبيشي داينابورس

## مدن توأم
- تورنتو، كندا.

## أعلام
- تاكويا هوندا
- تومومي مياموتو
- تارو إيشيدا
- بلايك بيبولسونجكرام

## وصلات خارجية
- الموقع الرسمي للمدينة باللغة اليابانية.